# Calvin Newborn
Calvin Newborn (*  27. April 1933 in Memphis, Tennessee; † 1. Dezember 2018) war ein US-amerikanischer Jazzgitarrist des Modern Jazz.

## Leben und Wirken
Calvin Newborn ist der jüngere Bruder des Pianisten Phineas Newborn. Er spielte von 1950 bis 1956 in lokalen Orchestern, von denen eines von seinem Vater geleitet wurde; erste Aufnahmen entstanden 1950 mit Lou Sargent And His Orchestra. 1953 arbeitete er bei Roy Milton. Ab 1956 spielte er im Quartett seines Bruders und nahm an dessen Aufnahmesessions zu den Alben Fabulous Phineas und Phineas´ Rainbow teil. Dann spielte er bei Lionel Hampton. Außerdem wirkte er 1958 an Aufnahmen mit Booker Little und Max Roach, 1959 mit Earl Hines, 1960 mit Wild Bill Davis (Dance the Madison) und 1961 mit Jimmy Forrest (Sit Down and Relax) mit. Anschließend arbeitete er als Studiomusiker in Memphis; ferner mit Sun Ra (,Friendly Galaxy' auf Secrets of the Sun), Al Grey, Freddie Roach und Lou Donaldson. In den 1970er-Jahren wechselte er dann nach Los Angeles. In den 1980er Jahren trat er als Begleitmusiker auf Alben von Hank Crawford, Charlie Rich und Jimmy Witherspoon in Erscheinung. Im Bereich des Jazz war er zwischen 1950 und 2004 an 45 Aufnahmesessions beteiligt.

## Diskographische Hinweise
Alben unter eigenem Namen
- From the Hip (1982), mit Danny Adler, Harvey Weston, Steve McCraven
- UpCity (Yellow Dog, 1998), mit Bill Mobley, Bill Easley, Charles Thomas, Tony Thomas, Jamil Nasser (b) Tom Lonardo, Tony Reedus
- Flying Calvin... Upcity (Omnifarious, 1998)
- Beale Street to Broadway (1999), mit Charlie Wood, Renardo Ward
- New Born (2004), mit Scott Thompson, Herman Green, Donald Brown, Charlie Wood, London Branch, Renardo Ward, Ekpe Obioto

Alben als Begleitmusiker
- Hank Crawford: Midnight Rambler (Milestone, 1982)
- Jimmy Forrest: Sit Down and Relax (OJC; 1961)
- Booker Little: Booker Little 4 + Max Roach (Blue Note Records, 1958)
- Phineas Newborn: Fabulous Phineas (RCA, 1958), Phineas' Rainbow (RCA, 1958)

## Lexikalischer Eintrag
- Richard Cook, Brian Morton: The Penguin Guide to Jazz on CD. 6. Auflage. Penguin, London 2002, ISBN 0-14-051521-6.
- Leonard Feather, Ira Gitler: The Biographical Encyclopedia of Jazz. Oxford University Press, New York 1999, ISBN 0-19-532000-X.
- Martin Kunzler: Jazzlexikon, Reinbek, Rowohlt, 1993